# Tuvalu zászlaja
Tuvalu zászlaja Tuvalu egyik nemzeti jelképe.

## Története
Az előző zászló (a Gilbert-szigetekkel közösen) szintén a Union Flagen alapult, de a csillagok helyett Sir Arthur Grimble (a brit gyarmat helytartója) által 1932-ben készített címerrel.
A jelenlegi zászlót 1976-ban vezették be, a Gilbert szigetektől való függetlenedés után. 1995-ben a zászlót kicserélték egy olyanra, ami nem a brit zászlón alapult, és ugyanúgy csillagokkal jelképezte a szigeteket. A lakosoknak ugyanakkor nem tetszett ez a zászló, mert úgy érezték, hogy ez egy lépés a népszerű brit monarchia köztársasággal való lecserélésére. A régi zászlót 1997-ben visszaállították, néhány apróbb változtatással.

## Leírása
Mint sok volt és jelenlegi brit gyarmaté, Tuvalu zászlaja egy világoskék felségjelzés, mely a Union Flagen alapszik, mely megjelenik a zászló felső rúdrészén. 
A csillagok a 9 Tuvalut alkotó szigetet jelképezik; az elhelyezkedésük földrajzilag akkor pontos, ha 
a zászló függőlegesen van felhelyezve a rúdra (a zászló vízszintes szegélye nem az északi, hanem a keleti iránynak felel meg.)

## Galéria

1978. október 1 - 1995. október 1.
1995. október 1 - 1997. április 11.

## Külső hivatkozások
- Tuvalu a Világ zászlói (Flags of the World) weboldalon